# Ceraeochrysa caligata
Ceraeochrysa caligata är en insektsart som först beskrevs av Banks 1946.  Ceraeochrysa caligata ingår i släktet Ceraeochrysa och familjen guldögonsländor. Inga underarter finns listade i Catalogue of Life.